# Їжакевич Іван Сидорович

Надгробок Івана Їжакевича на Байковому кладовищі

Іва́н Си́дорович Їжаке́вич (6 (18) січня 1864 , Вишнопіль, Уманський повіт, Київська губернія, Російська імперія  — 19 січня 1962 , Київ ) — український живописець, письменник і графік, народний художник УРСР. Батько композитора Михайла Їжакевича.

## Життєпис
Народився 6 (18) січня 1864 року в багатодітній родині в селі Вишнопіль, тепер Тальнівський район, Черкаська область, Україна. Батьки — Сидір Іларіонович та Марія Оксентіївна — були бідними селянами, тож не мали жодної змоги дати бодай якусь освіту своїм дітям. Іван самостійно навчився читати та писати. У 12-річному віці батьки відправили його в Київ, де дядько-псаломщик влаштував малого служити посохоносцем до архієрея у Братському монастирі, а з часом, помітивши його здібності, — до іконописної школи в Києво-Печерській Лаврі. У 1876 році, витримавши конкурс, вступив до цієї школи, де навчався по 1882 року.
Згодом, намалювавши перед дзеркалом автопортрет, Їжакевич подався з ним до відомої в місті художньої школи Миколи Мурашка. В автопортреті юного художника Мурашко помітив іскри таланту, але, дізнавшись про його бідність, поцікавився, хто ж зможе заплатити за його навчання. Відповісти хлопцеві було нічого. Мурашко, покликаний у терміновій справі, вийшов із кімнати, а Їжакевич кинувся змальовувати голову дівчини з картини, що висіла на стіні. Повернувшись, Мурашко був вражений художньою вправністю та швидкістю роботи свого нового знайомого. Тож залишив обдарованого хлопця працювати своїм помічником. У школі Мурашка Їжакевич навчався в 1882—1884 роках. Під час навчання за пропозицією Врубеля і Прахова з 1883 року брав участь у реставрації фресок XII століття в Кирилівському монастирі.
На початку 1884 року їде до Петербурга, щоб вступити до Академії мистецтв. Спізнившись на екзамен, два місяці клопотав про дозвіл додатково скласти іспити. І досяг своєї мети — наприкінці 1884 року став вільним слухачем Академії. У 1887 році журнал «Живописное обозрение» надрукував перші малюнки І. Їжакевича. Працюючи в галузі журнальної ілюстрації, став автором численних малюнків на теми із життя України та її історичного минулого. У 1888 році, здобувши звання вчителя середньої школи, Їжакевич полишив Академію.
Незабаром стає популярним художником-ілюстратором відомих журналів. У «Ниві» з'явилися його фотопортрет і детальна життєписна довідка. Протягом 29 років співпрацював із цим журналом, створив декілька сотень ілюстрацій. Через сторінки наймасовішого й найпопулярнішого в Російській імперії видання знайомив широкі кола читачів з історією, літературою та побутом українського народу. Під час співпраці з «Нивою» він публікував твори і в багатьох інших виданнях: «Северном сиянии», «Живописном обозрении», «Всемирной иллюстрации» тощо. Отримавши срібну медаль Академії, Їжакевич полишає навчання. Знайомство і співпраця з видатними майстрами М.  Реріхом, В. Васнєцовим, І. Рєпіним, М. Нестеровим, архітектором О. Щусєвим надали Їжакевичу можливість вибору цікавих об'єктів для праці в храмах.
У 1905—1906 роках обіймав посаду художнього керівника рисувальної школи в Києво-Печерській Лаврі. Того ж року розписав Свято-Покровську церкву в Покровському монастирі. У рамках благодійної акції 1910 року разом з Фотієм Красицьким узяв участь у випуску видавництвом «Час» плакату з портретом і біографією «символу української нації» — Тараса Шевченка. Накладом — нечуваним, як на той час, — 100 тисяч примірників.
Також протягом 1902—1910 років розписував Церкву Всіх Святих і Храм преподобних Антонія та Феодосія Печерських.
Розписуючи в 1911 році церкву святого Георгія на місці Берестецької битви, відвідував Почаївську лавру. Оздоблення в Пляшеві тривало до середини 1914 року — працю перервала Перша світова війна. До того часу Їжакевич з учнями на фасаді будівлі написав композицію «Голгофа», було намальовано чотири колоритних портрети на колонах, оздоблено склепіння над балконом, також ворота і двері. Під час австро-угорської окупації Пляшева у 1915 році скит на «Козацьких могилах» пограбували — у невідомому напрямку вивезли дзвін та картини Івана Їжакевича.
У часи війни художник ілюструє «Буквар» українською мовою, пише кілька п'єс із сільського життя — «Гречаники», «Стара школа», підбирає музичний супровід.

### Після 1917 року
У 1917 році повернувся до Києва. У 1919 році там спільними зусиллями художників створено першу професійну спілку художників міста; Їжакевич брав активну участь у роботі спілки. Працював у різних стилях: книжковій графіці, монументальному живописі (розпис Борисоглібської церкви, Успенського собору), писав портрети та пейзажі. Продовжував створювати ілюстрації до «Кобзаря», написав ряд робіт, присвячених життю Тараса Шевченка.
На початку 1920-х років викладав у середній школі, ілюстрував шкільні підручники, наочні посібники. Як данину часу він створював декорації для робітничих клубів. На замовлення музеїв писав історичні картини («Торг невільниками в Туреччині», «Уманська різанина», «Бунт селян у селі Веселому», «Повстання киян у 1113 році» та ін.).
У 1930-х роках виконує замовлення для геологічного музею УАН. Створив більше дюжини тематичних панно — «Історія Землі», для будинку-музею Шевченка, малював картини «Гайдамаки в Умані», «Перебендя», «Зустріч Т. Шевченка з сестрою Яриною», «Похорон Шевченка» та — одну з найкращих — «Мені тринадцятий минало», сюжет якої пов'язаний з автобіографічними рядками.
Для музеїв Києва, Харкова, Чернігова та Дніпра митцем створені «Битва чернігівського князя Чорного з древлянами», «Битва козаків з ляхами», «Бій у селі Веселому 28 лютого 1861», ряд інших.
На початку 1930-х років повертається до ілюстрування літературних творів; виступає як ілюстратор «Кобзаря» Т. Шевченка, творів М. Гоголя, І. Франка, М. Коцюбинського, Лесі Українки, Г. Квітки-Основ'яненка, роману Івана Ле «Наливайко».
Коли до Шевченківського ювілею (1939) потрібно було замовити оформлення «Кобзаря», зібрання одноголосно вирішило доручити роботу Їжакевичу. Ілюстрації до цього твору стали вершиною творчого злету майстра. Автобіографічні поезії Шевченка «І золотої, й дорогої», «Мені тринадцятий минало» неначе переплітаються в Івана Сидоровича з власним дитинством; ці ілюстрації увійшли до хрестоматій та підручників, на них виховувалась українська молодь. До ювілейного видання «Кобзаря», створюючи близько 30 малюнків, він наче підводить підсумок свого творчого життя.
Великою удачею художника є його ілюстрації до повісті Квітки-Основ'яненка «Пан Халявський», виданої 1941 року. Їжакевич зумів передати основну спрямованість цього сатиричного твору. Найбільш вдалися митцю портретні характеристики героїв. Не вдаючись ні до гротеску, ні до карикатурності, він створює гостро сатиричні образи типових представників старосвітських поміщиків.
Під час Другої світової війни митець продовжує працю над «Енеїдою». Він перебував в окупованому Києві, його художні твори виставлялися на мистецьких виставках.
У часі повоєнних років книжкова графіка переживає піднесення, видаються небаченими до того накладами твори класиків української і зарубіжної літератури. Їжакевич ілюструє «Кленові листки» Василя Стефаника, «За готар» Ольги Кобилянської. Загалом створив понад двадцять тисяч робіт, що розійшлися усім світом.
Помер 19 січня 1962 року. Похований у Києві на Байковому кладовищі. Надгробний пам'ятник — бронза, штучний камінь; скульптор Іван Шаповал; встановлений у 1964 році.

## Творчість

Меморіал художника Івана Сидоровича Їжакевича, лютий 2016 р.

Працював у галузі станкового й монументального живопису, книжкової ілюстрації. Його твори зберігаються в багатьох музеях України, найкращі — в Національному музеї ім. Т. Шевченка.
Автор ряду картин на теми української історії:
- «Кий, Щек, Хорив і сестра їхня Либідь» (1907);
- «Мені тринадцятий минало» (1926-28);
- «Битва козаків з шляхтою» (1926-28);
- «Гайдамаки під Уманню» (1939);
- «Повстання селян у Галичині»;

Брав участь у відновленні фресок Кирилівської церкви в Києві, розписував Церкву Всіх Святих над Економічною брамою Києво-Печерської лаври та зовнішній іконостас Георгіївського собору монастиря на «Козацьких Могилах» (1914 р., с. Пляшева, Рівненська область) — «Голгофа», зразок монументального мистецтва, ікони Спасителя та Богородиці, Георгія Побідоносця та Іова Почаївського, Царські та дияконські врата, а також Спас Нерукотворний та херувими з двох боків від образу — над «Голгофою». Крім іконостасу, так званої літньої церкви під відкритим небом, ймовірно на початку 1915 року, Їжакевич, разом зі своїми помічниками — учнями Київської лаврської іконописної майстерні — виконав настінний розпис по балкону всередині самого Георгіївського храму — дев'ять ікон на тему земного життя та страсну дорогу Ісуса Христа, центральна з яких — Христос у терновому вінку. Одночасно з розписом самого храму Іван Сидорович виконав одинадцять масштабних картин на козацьку тематику, які розміщувались у нішах мурованої західної стіни. Іван Сидорович Їжакевич встиг зробити на «Козацьких могилах» небагато — перешкодила  Перша світова війна. Полотна для панорами Берестецької битви, створені Їжакевичем, австрійці вивезли в невідомому напрямку.

## Галерея робіт

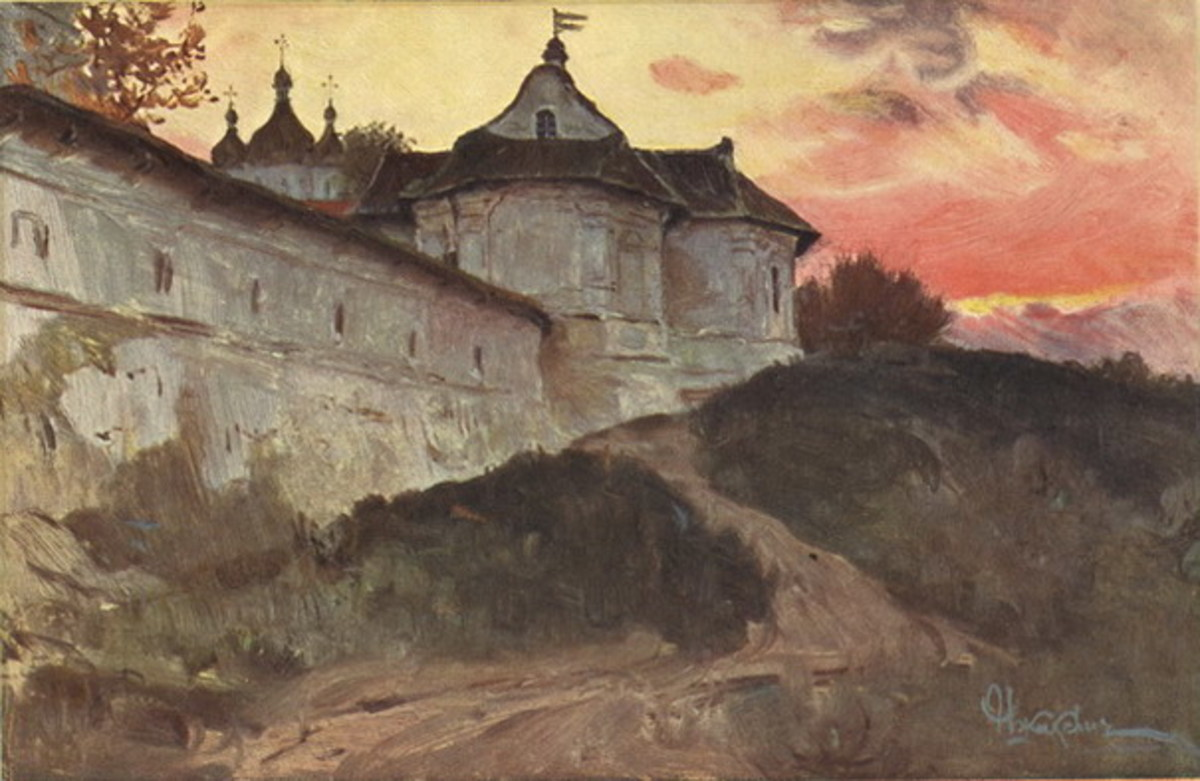
Вежа Івана Мазепи (1910)
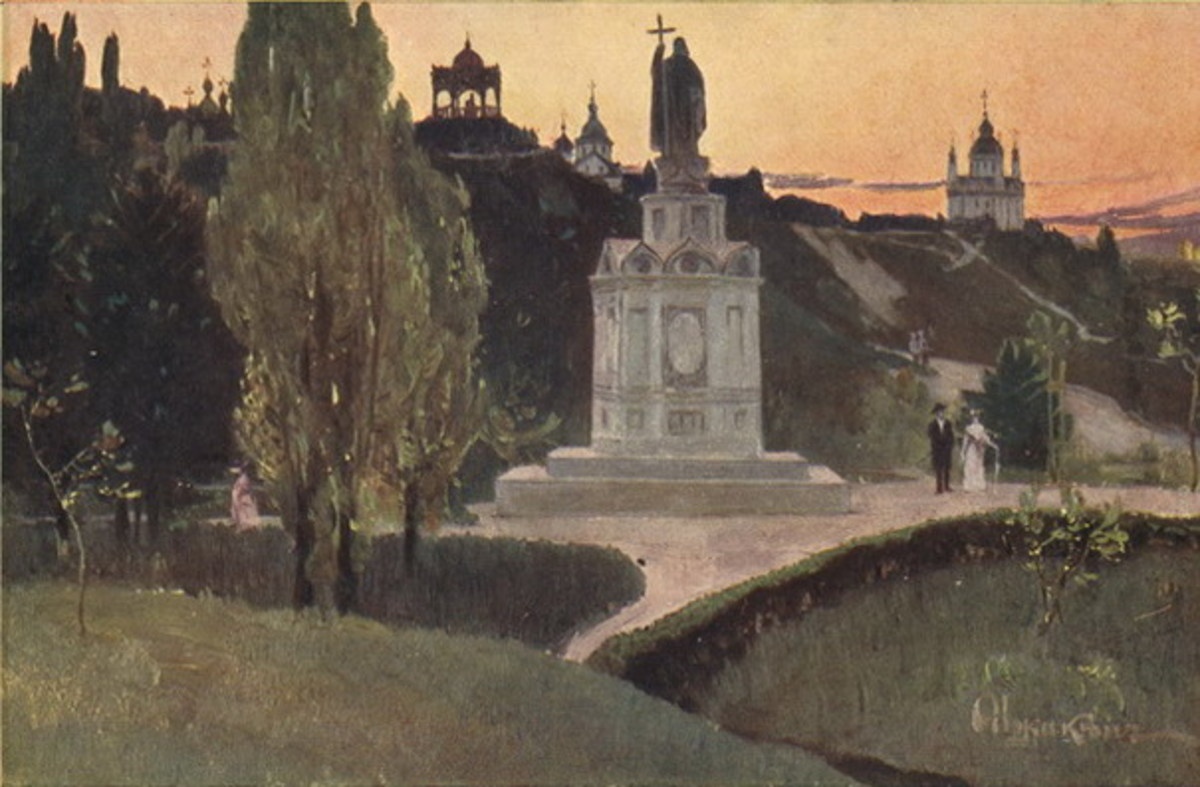
Володимирська гірка (1910-ті)
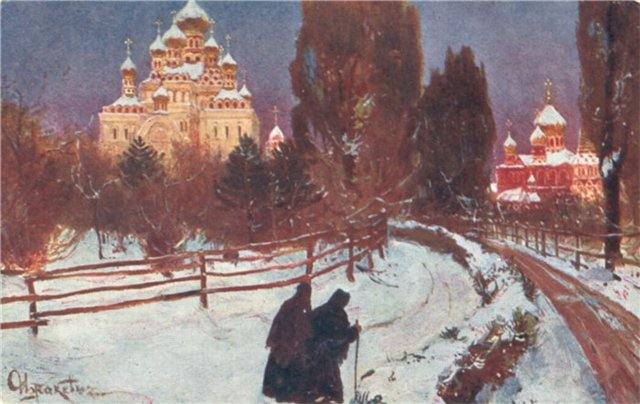
Київ. Покровський монастир (1910-ті)
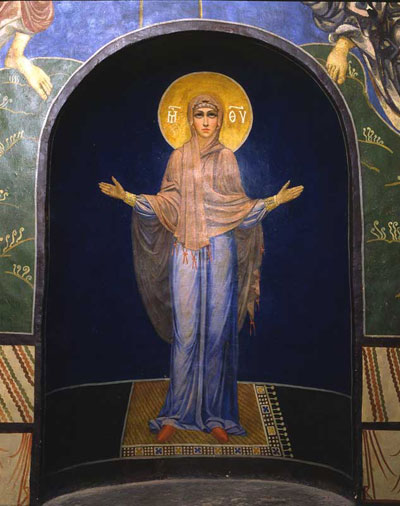
Богоматір Оранта (1884, олія, Кирилівська церква, хори, конха молитовні)
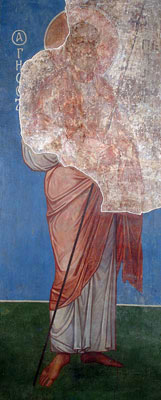
Святі апостоли Петро і Павло (І. С. Їжакевич, Ф. І. Данилов. 1884, олія, Кирилівська церква)
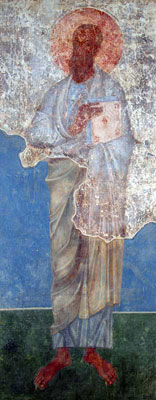
Святі апостоли Петро і Павло (І. С. Їжакевич, Ф. І. Данилов. 1884, олія, Кирилівська церква)
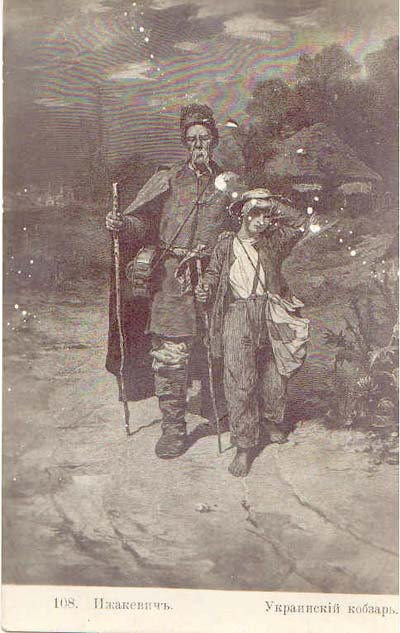

## Пам'ять
У Києві в Подільському районі на честь Івана Їжакевича 1962 року названо вулицю.

На будинку № 8-A по вулиці Миколи Садовського в Києві, де художник мешкав у 1956—1962 роках, встановлено меморіальну дошку (граніт, скульптор М. О. Бабич, архітектор Р. П.  Бикова, відкрито 1964 року). Сам будинок має статус пам'ятки історії місцевого значення (взятий під охорону рішенням виконавчого комітету Київської міськради від 17.11.1987 № 1112). Станом на 2013 рік тут мешкали онуки Івана Їжакевича.
- 22 грудня 2022 року провулок Хімічний у м. Черкаси перейменовано на провулок Івана Їжакевича.